# Танагрик
Танагрик (Hemithraupis) — рід горобцеподібних птахів родини саякових (Thraupidae). Представники цього роду мешкають в Центральній і Південній Америці.

## Види
Виділяють три види:
- Танагрик жовтогорлий (Hemithraupis flavicollis)
- Танагрик чорнощокий (Hemithraupis guira)
- Танагрик рудоголовий (Hemithraupis ruficapilla)

## Етимологія
Наукова назва роду Hemithraupis походить від сполучення слів дав.-гр. ἡμι — малий і θραυπις — дрібний птах (в орнітології означає птаха з родини саякових).